# Regione di Tabora
La regione di Tabora (ufficialmente Tabora Region in inglese) è una regione della Tanzania. Prende il nome dal suo capoluogo Tabora.

## Distretti
La regione è divisa amministrativamente nei seguenti distretti:
- Igunga (546 204)
- Kaliua (678 447)
- Nzega (574 498)
- Nzega urbano (125 193)
- Sikonge (335 686)
- Tabora urbano (308 741)
- Urambo (260 322)
- Uyui (562 588)